# خوزه دنیل کارنیو
خوزه دنیل کارنیو (اسپانیایی: José Daniel Carreño‎؛ زادهٔ ۱ مهٔ ۱۹۶۳) بازیکن بازنشسته و سرمربی فوتبال اهل اروگوئه است.
از باشگاه‌هایی که در آن بازی کرده‌است می‌توان به باشگاه فوتبال ناسیونال اروگوئه، باشگاه فوتبال لانس، و باشگاه فوتبال مونته‌ویدئو واندررز اشاره کرد.